# Cecilia (Ace of Base)
Cecilia è una brano del 1998 degli Ace of Base.
Il singolo è stato lanciato come singolo promozionale nella primavera del 1999 in Italia e Spagna.